# 모리코네
모리코네(이탈리아어: Moricone)는 이탈리아 라치오주 로마현에 위치한 코무네다. 로마로부터 북동쪽 35km 거리에 있다.